# Saint-Aubin (Essonne)
Saint-Aubin – miejscowość i gmina we Francji, w regionie Île-de-France, w departamencie Essonne. Nazwa miejscowości pochodzi od imienia św. Albina.
Według danych na rok 1990 gminę zamieszkiwało 736 osób, a gęstość zaludnienia wynosiła 206 osób/km² (wśród 1287 gmin regionu Île-de-France Saint-Aubin plasuje się na 707. miejscu pod względem liczby ludności, natomiast pod względem powierzchni na miejscu 781.).